# ۹۳۰ (خورشیدی)
۹۳۰ نهصد و سیمین سال هجری خورشیدی است.